# Craterispermum cerinanthum
Craterispermum cerinanthum är en måreväxtart som beskrevs av William Philip Hiern. Craterispermum cerinanthum ingår i släktet Craterispermum och familjen måreväxter. Inga underarter finns listade i Catalogue of Life.